# 서영교 (역사가)
서영교(徐榮敎, 1967년~)는 대한민국의 역사가이다. 주요 연구 분야는 한국 고대사로 삼국 시대의 전쟁사에 대한 연구를 수행 중이다. 동국대학교에서 박사 학위를 취득했으며 중원대학교와 목원대학교에서 교편을 잡았다.

## 저서

### 논문
- 《신라하대 헌정계(憲貞系)의 왕위계승》(석사 학위 논문, 1993)
- 《나당전쟁사 연구: 국제정세의 변화와 나당전쟁의 추이》(박사 학위 논문, 2001)

### 단행본
- 《나당전쟁사 연구》(2007)
- 《고구려, 전쟁의 나라》(2007)
- 《전쟁기획자들》(2008)
- 《신라인 이야기》(2009)
- 《핼리혜성과 신라의 왕위쟁탈전》(2010)
- 《고구려 기병》(2014)
- 《고대 동아시아 세계대전》(2015)
- 《신라 군사사 신연구》(2016)